# Осмонь
Осмо́нь (в старину Асмонь, Осмонка) — село в Дмитровском районе Орловской области. Входит в состав Берёзовского сельского поселения. 
Население — 9 человек (2010 год).

## География
Расположено в 17 км к югу от Дмитровска и в 2,5 км к северу от границы с Курской областью, в верховье реки Осмони, притока Свапы. Высота над уровнем моря — 221 м.

## История
Село известно со 2-й половины XVII века в составе Радогожского стана Комарицкой волости Севского уезда. По преданию получило название от семи вершин, существующих и теперь.
На протяжении XVIII века село принадлежало помещикам Кантемирам, Трубецким, Безбородко и Губаревым.
В 1853 году в селе было 69 дворов, проживало 875 человек (403 мужского и 472 женского). По данным 10-й ревизии 1858 года статскому советнику Григорию Фёдоровичу Гежелинскому в Осмони принадлежало 405 крестьян и 6 дворовых мужского пола.
В 1866 году в Осмони было 73 двора, проживали 893 человека (441 мужского пола и 452 женского), действовала мельница и 14 маслобоен. В 1877 году здесь было уже 126 дворов и проживали 935 человек. В то время село входило в состав Черневской волости Дмитровского уезда.
В 1889 году в каменном здании, подаренном церкви местными помещиками, была устроена церковная школа, содержавшаяся на средства местных жителей. К началу XX века в Осмони ещё сохранялись некоторые языческие обычаи. При свадебных обрядах практиковалось выливание воды у колодца, переодевания парня в Бабу-Ягу или подобный вид, езда на кочерге, езда на лошади, убранной женскими шалями. Все эти развлечения сопровождались диким разгулом и песнями в честь древних идолов Ладо и Лели.
К 1890 году село передано в состав Круглинской волости. По данным 1894 года землёй в Осмони владела помещица Гележинская. По данным 1897 и 1910 годов село являлось владением Великого князя Михаила Александровича, брата Николая II.
К 1905 году в селе было 147 дворов, проживали 1169 человек (581 мужского пола и 588 женского).
В 1926 году в селе было 143 хозяйства (в том числе 142 крестьянского типа), проживало 664 человека (311 мужского пола и 354 женского), действовали: школа 1-й ступени, пункт ликвидации неграмотности, кооперативное торговое заведение III разряда. В то время Осмонь была административным центром Осмонского сельсовета Круглинской волости Дмитровского уезда. С 1928 года в составе Дмитровского района. В 1937 году в селе было 120 дворов, действовал кирпичный завод.
Во время Великой Отечественной войны, 19 октября 1941 года село было захвачена фашистами. Освобождено советскими войсками 11 августа 1943 года. По состоянию на 1945 год в селе действовали 2 колхоза: «Красная Осмонь» и «Красный Юг». После упразднения Осмонского сельсовета в 1954 году село было передано в Малобобровский сельсовет, а затем (после 1975 года) — в Берёзовский сельсовет.
На 1 января 2019 года в селе числились 11 домовладений.

## Вознесенский храм
Первоначально в селе была построена деревянная церковь, освящённая в честь Вознесения Господня. Каменный храм был заложен в 1847 году помещиком Гежелинским и освящён в 1852 году. В новой церкви хранились иконы и вещи от прежней церкви, а также указы времен Екатерины II и Александра I, книга из хлопчатой бумаги о подушном окладе за 1782 год, рукописная форма полного титула Императорского за 1784 год и другие. Церковь имела землю в размере 34 десятины полевой и усадебной и 10 десятин леса. Причт состоял из священника и псаломщика. В приходе церкви совершались два крестных хода: в неделю апостола Фомы и 18 июня в память святого мученика Лаврентия. В советское время церковь была закрыта, в здании располагался кинотеатр. Сейчас храм находится в полуразрушенном состоянии: остались только стены и часть кровли.

## Население
| 1853 | 1866 | 1877 | 1897  | 1926 | 1979 | 2002 |
| ---- | ---- | ---- | ----- | ---- | ---- | ---- |
| 878  | ↗893 | ↗935 | ↗1188 | ↘664 | ↘85  | ↘27  |
| 2010 |      |      |       |      |      |      |
| ↘9   |      |      |       |      |      |      |

## Памятники истории
В селе находятся 2 братские могилы советских воинов, погибших в боях с фашистскими захватчиками во время Великой Отечественной войны. Захоронено 124 человека, у всех установлены имена.